# Seneca og Paulus
Seneca og Paulus er et nytestamentligt apokryfisk skrift (dvs. ikke en del af Det Nye Testamente) bestående af 14 breve, hvoraf 8 foregiver at være skrevet af filosoffen Seneca og 6 af apostlen Paulus. Skriftet giver sig ud for at være en hemmelig korrespondance mellem de to. Brevet menes i virkeligheden at stamme fra det 4. århundrede. 